# Мутала (комуна)
Комуна Мутала (швед. Motala kommun) — адміністративно-територіальна одиниця місцевого самоврядування, що розташована в лені Естерйотланд у центральній Швеції. Із заходу омивається водами озера Веттерн.
Мутала 88-а за величиною території комуна Швеції. Адміністративний центр комуни — місто Мутала.

## Населення
Населення становить 41 813 чоловік (станом на вересень 2012 року). 
| Кількість населення комуни Мутала за 1970-2010 роки | Кількість населення комуни Мутала за 1970-2010 роки | Кількість населення комуни Мутала за 1970-2010 роки | Кількість населення комуни Мутала за 1970-2010 роки | Кількість населення комуни Мутала за 1970-2010 роки |
| --------------------------------------------------- | --------------------------------------------------- | --------------------------------------------------- | --------------------------------------------------- | --------------------------------------------------- |
| Рік                                                 |                                                     |                                                     | Населення                                           |                                                     |
| 1970                                                | 1970                                                |                                                     | 41 175                                              | 41 175                                              |
| 1975                                                | 1975                                                |                                                     | 41 577                                              | 41 577                                              |
| 1980                                                | 1980                                                |                                                     | 41 965                                              | 41 965                                              |
| 1985                                                | 1985                                                |                                                     | 41 350                                              | 41 350                                              |
| 1990                                                | 1990                                                |                                                     | 41 994                                              | 41 994                                              |
| 1995                                                | 1995                                                |                                                     | 42 949                                              | 42 949                                              |
| 2000                                                | 2000                                                |                                                     | 42 175                                              | 42 175                                              |
| 2005                                                | 2005                                                |                                                     | 41 912                                              | 41 912                                              |
| 2010                                                | 2010                                                |                                                     | 41 955                                              | 41 955                                              |
| Джерело: SCB                                        |                                                     |                                                     |                                                     |                                                     |

## Населені пункти
Комуні підпорядковано 9 міських поселень (tätort) та низка сільських, більші з яких:
- Мутала (Motala)
- Буренсберґ (Borensberg)
- Челльму (Tjällmo)
- Фурноса (Fornåsa)
- Ничирка (Nykyrka)
- Фоґельста (Fågelsta)
- Естерстад (Österstad)
- Клокріке (Klockrike)

## Міста побратими
Комуна підтримує побратимські контакти з такими муніципалітетами:
- Комуна Ейгерсунн, Норвегія
- Гювінкяа, Фінляндія
- Даугавпілс, Латвія

## Галерея

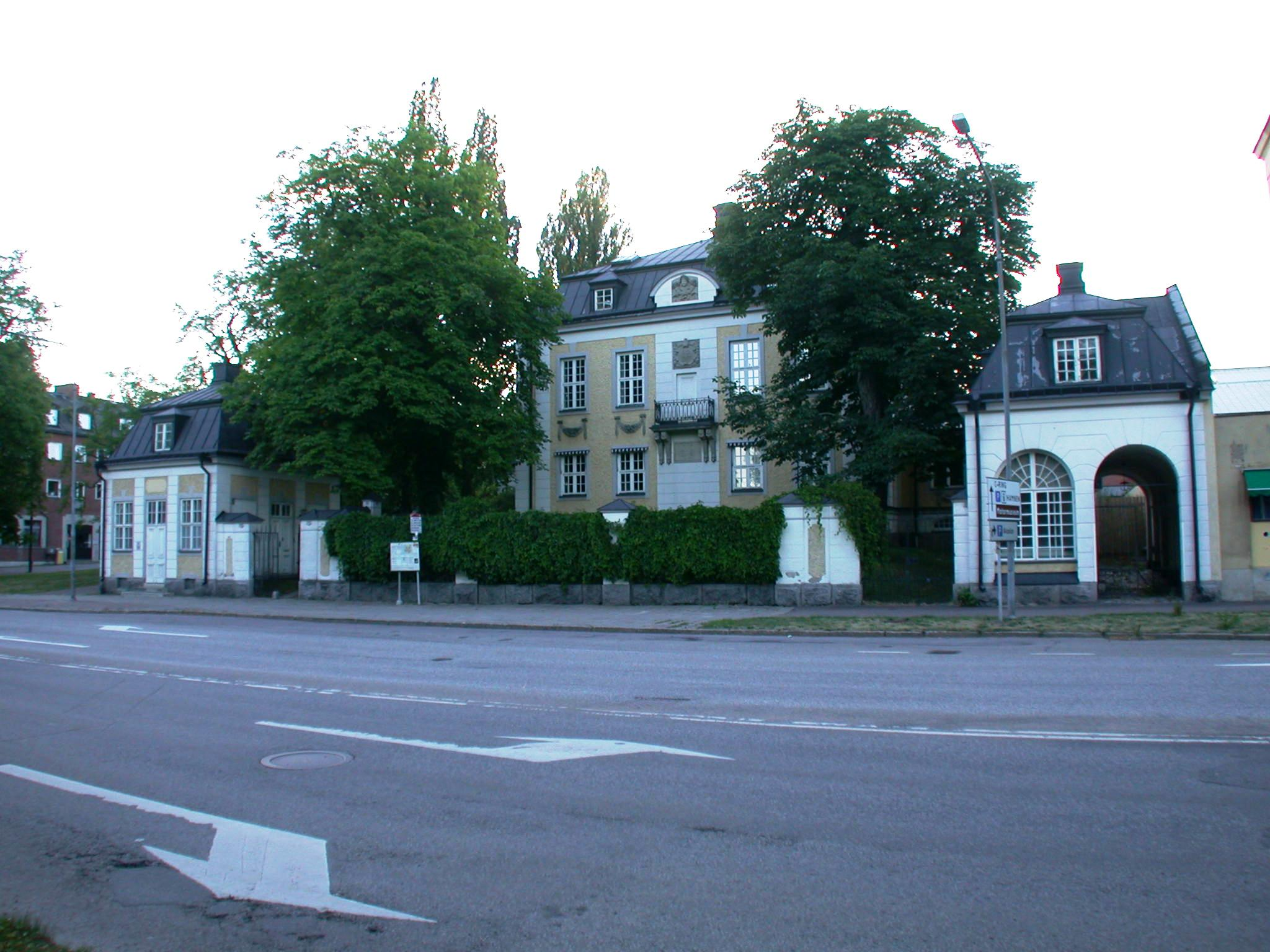
Стара ратуша (Мутала)
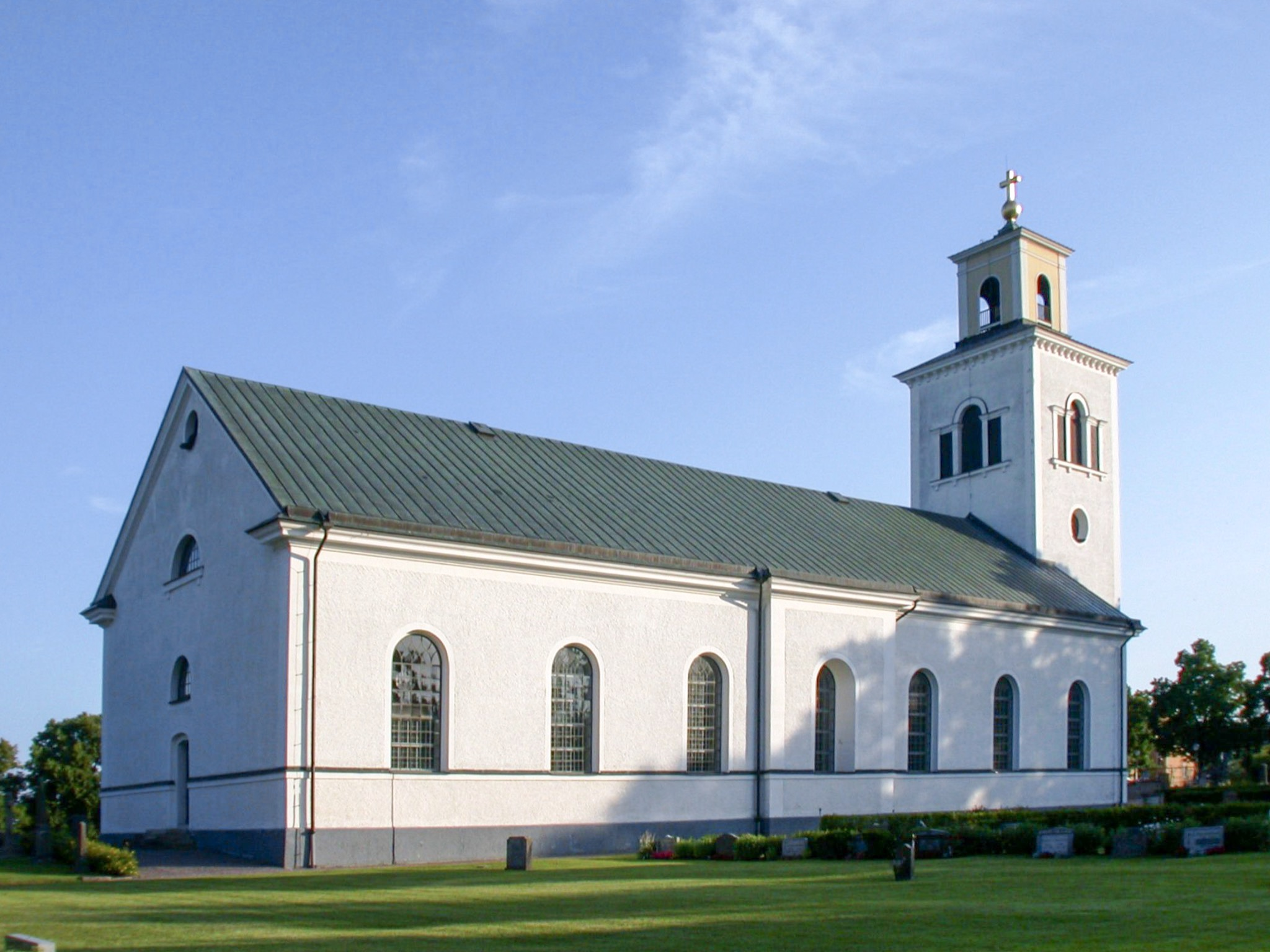
Церква (Клокріке)
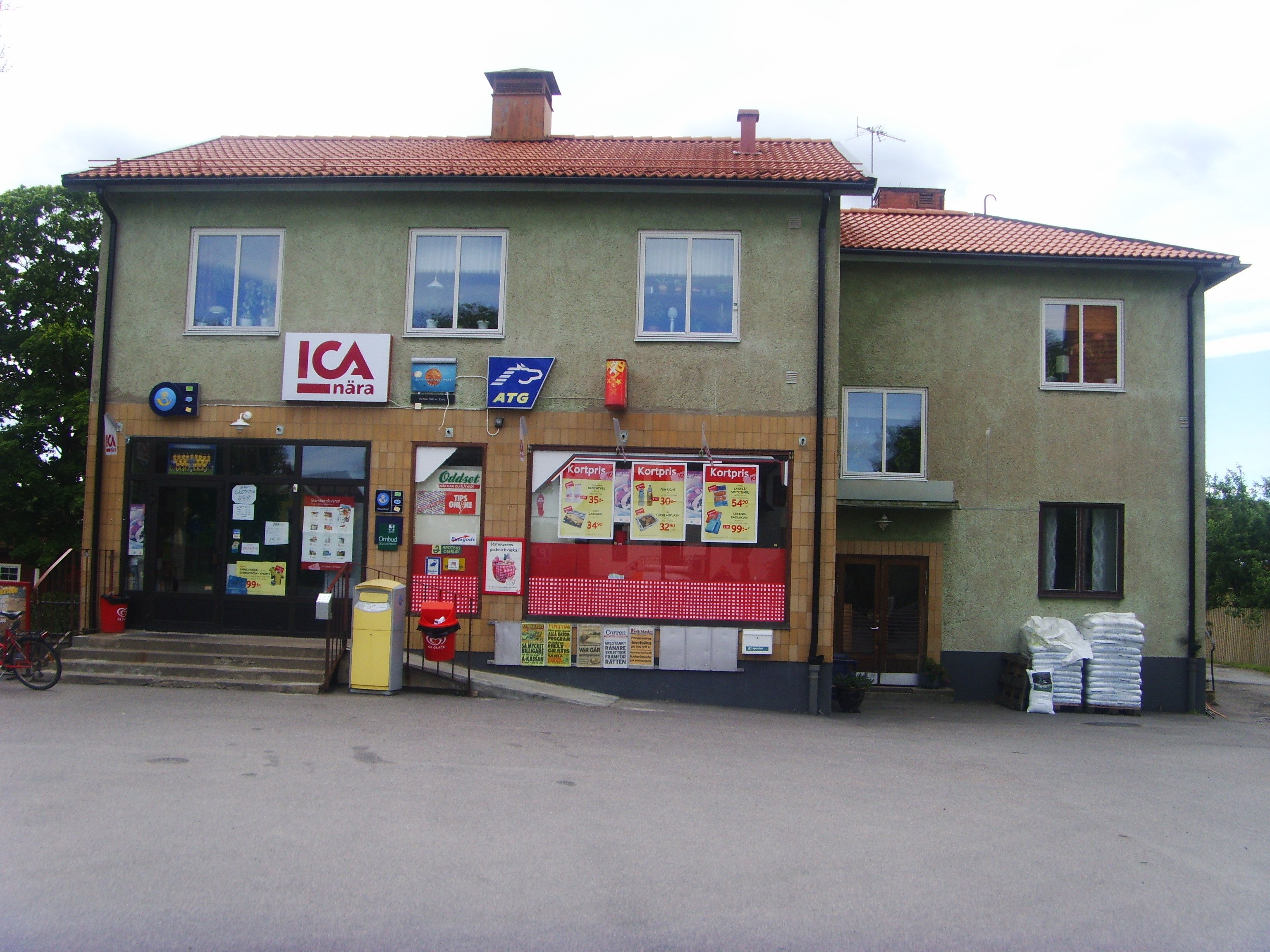
Містечко Челльму
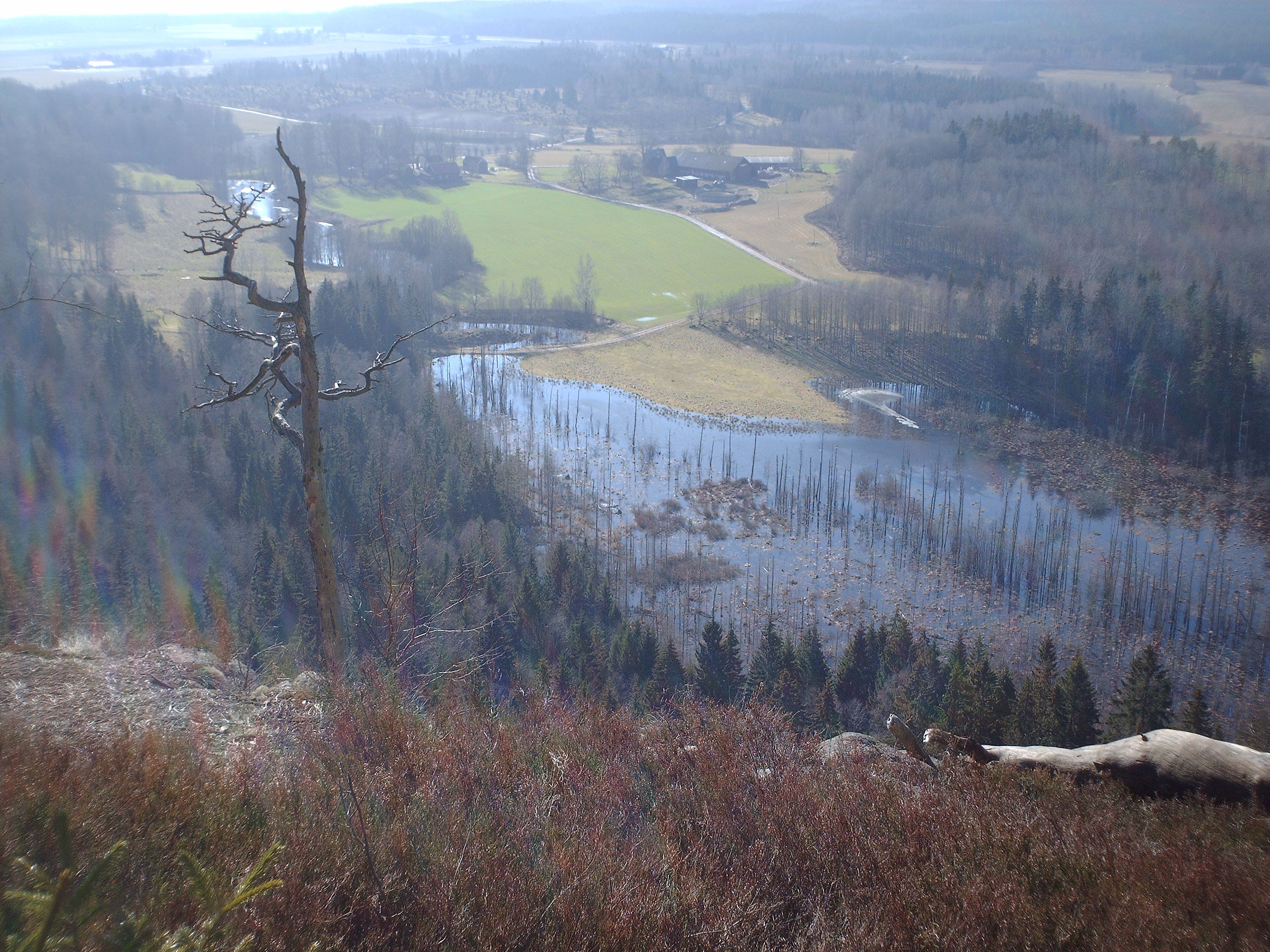
Краєвиди Естерйотланду

## Виноски
1. ↑  Andersson P. Sveriges kommunindelning 1863-1993 — Mjölby: Draking, 1993. — 132 с. — ISBN 978-91-87784-05-7
2. ↑  Folkmangd i riket, lan och kommuner (шв.) . Центральне бюро статистики Швеції. Архів оригіналу за 20 серпня 2013. Процитовано 15 лютого 2013.